# Mount Browning
Mount Browning är ett berg i Antarktis. Det ligger i Östantarktis. Nya Zeeland gör anspråk på området. Toppen på Mount Browning är 762 meter över havet, eller 297 meter över den omgivande terrängen. Bredden vid basen är 5,2 km.
Terrängen runt Mount Browning är huvudsakligen kuperad, men åt nordväst är den bergig. Havet är nära Browning åt sydost. Trakten är glest befolkad. Närmaste befolkade plats är Enigma Lake Station, 10,7 kilometer söder om Mount Browning. 